# 10051 Albee
10051 Albee (1987 QG6) là một tiểu hành tinh bay qua Sao Hỏa được phát hiện ngày 23 tháng 8 năm 1987 bởi E. F. Helin ở Đài thiên văn Palomar. Nó được đặt theo tên Arden L. Albee, a Caltech professor of geology và planetary sciences who has been involved in many Mars-related science missions.